# Anton Jonas
Anton Jonas (zm. 1841) – burmistrz Raciborza w latach 1819–1841.
Anton Jonas był poborcą podatkowym w Bytomiu. W latach 1809–1814 pełnił funkcję burmistrza Bytomia. W 1819 roku został burmistrzem Raciborza za sprawą wpływów z zewnątrz. W 1825 roku został wybrany na drugą kadencję. W 1831 roku w głosowaniu na trzecią kadencję uzyskał 28 głosów poparcia przy 3 głosach sprzeciwu. Ponownie wybrany został na czwartą kadencję w 1839 roku, a stanowisko burmistrza piastował do śmierci w 1841 roku.